# Hát mãi khúc quân hành
Hát mãi khúc quân hành là một ca khúc nhạc đỏ nổi tiếng của nhạc sĩ, nhà thơ Diệp Minh Tuyền, được sáng tác vào năm 1984. Ngay sau khi ra đời, bài hát đã giúp tác giả Diệp Minh Tuyền được Quân đội nhân dân Việt Nam trao giải Nhất cuộc thi viết về lực lượng vũ trang. Năm 1989, tại Đại hội Hồi nhà văn lần thứ 4, Diệp Minh Tuyền đã tự trình bày nhạc phẩm của mình; và nhạc phẩm cũng dần trở thành bài hát gần như chính thức trong thanh niên và quân đội. Đến nay, bài hát đã trở thành một trong những bài hát truyền thống của Quân đội Việt Nam.
Đây là một tác phẩm bất hủ của dòng nhạc cách mạng Việt Nam, thường xuyên xuất hiện trong nhiều dịp lễ quan trọng. Từ năm 2016, một chương trình nghệ thuật mang tên "Hát mãi khúc quân hành" đã được tổ chức nhằm kỷ niệm Ngày hội Quốc phòng toàn dân, ngày thành lập Quân đội nhân dân Việt Nam và Ngày truyền thống Tổng cục Chính trị Quân đội nhân dân Việt Nam (ngày 22 tháng 12 hằng năm). Đến nay, "Hát mãi khúc quân hành" liên tục xuất hiện trong các đêm nghệ thuật, đêm liên hoan hoặc các buổi lễ quan trọng, trở thành cụm từ đại diện cho quân nhân Quân đội nhân dân Việt Nam.